# Semikron

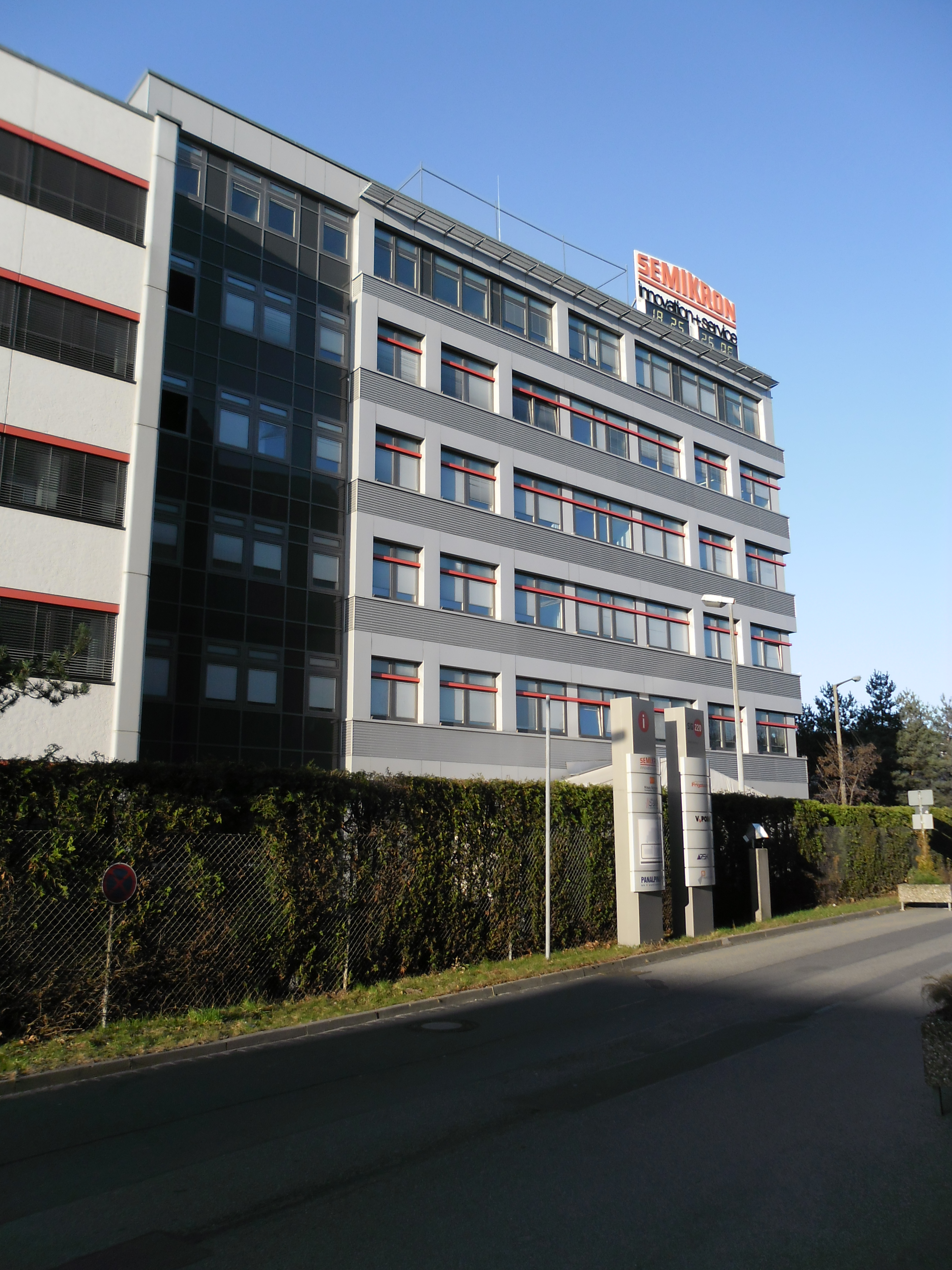
SEMIKRON Elektronik GmbH in Sigmundstraße 200, Norimberga

La Semikron è una società tedesca di componenti elettronici, specializzata nell'elettronica di potenza con dispositivi che gestiscono fino a 10 megawatt di potenza.
Semikron produce circuiti integrati, semiconduttori discreti, transistor, diodi e tiristori di potenza, per l'industria elettronica, l'industria automobilistica, l'industria ferroviaria, nell'energia eolica e nell'energia solare. Secondo l'indagine della BTM Consult ApS, la capacità totale dell'energia eolica nel 2009 era di 122 Gigawatt, di questi, 57 Gigawatt erano gestiti con semiconduttori di potenza Semikron. Nell'elettronica di potenza con diodi e tiristori, Semikron detiene al 2010 il 30% di tutto il mercato mondiale.

## Storia
Venne fondata nel 1951 da Friedrich Josef Martin a Norimberga. Nel 1954 inizia la produzione di semiconduttori. Nel 1959 viene prodotto il primo diodo a semiconduttore silicio. Nel 1961 il primo diodo a valanga viene costruito. Nel 1963 viene prodotto il primo rettificatore a ponte. Nel 1964 viene prodotto il primo diodo con corpo in plastica da 1A per il montaggio su circuito stampato in radio e televisori. Nel 1967 entra in produzione il primo tiristore. Nel 1974 viene prodotto il primo modulo tiristore-diodo del mondo, brevettato a nome SEMIPACK. 
Nel 2010 viene creata la „SEMIKRON-Stiftung - Hilfe international“, fondazione di aiuto.
Nel 2012 Semikron, SindoPower, Epcos, LEM, Mersen, Proton Electrotex, e Weidmüller fondano la piattaforma PowerGuru per l'elettronica di potenza.
Semikron produce dispositivi a semiconduttore, una tra le più grandi a livello internazionale di proprietà dei fondatori. Ha stabilimenti in Europa e nord e sud America, oltre che in Asia.
Nel marzo 2022, SEMIKRON e Danfoss Silicon Power hanno annunciato la loro fusione per affermare Semikron Danfoss come partner di riferimento nell'elettronica di potenza. Il 22 agosto 2022, meno di cinque mesi dopo l'annuncio, il nuovo leader nei moduli a semiconduttore di potenza ha iniziato a operare come Semikron Danfoss.